# Outeiro da Cortiçada
Outeiro da Cortiçada é uma povoação portuguesa do Município de Rio Maior que foi sede da extinta Freguesia de Outeiro da Cortiçada, freguesia que tinha 14,53 km² de área e 674 habitantes (2011), e, por isso, uma densidade populacional de 46,4 hab/km².
A Freguesia de Outeiro da Cortiçada foi extinta (agregada) pela reorganização administrativa de 2012/2013, sendo o seu território integrado na freguesia de Outeiro da Cortiçada e Arruda dos Pisões.
Outeiro da Cortiçada é bastante antiga, como prova o livro mais antigo do registo paroquial, datado do ano de 1663. O seu nome era então Nossa Senhora da Ribeira da Cortiçada e era um curato do pároco da freguesia de Abitureiras, do termo de Santarém.
Situa-se na fronteira do seu município, confinando com o Município de Santarém e com as freguesias de Arruda dos Pisões, São Sebastião e Fráguas. Dista cerca de 12 km de Rio Maior e cerca de 25 km de Santarém.
O facto dos seus solos serem irrigados pelas Ribeiras de Alcobertas e Abrã, torna-os bastante produtivos. Existe na freguesia uma campina que durante grande parte do século passado, estava frequentemente inundada, principalmente no Inverno, sendo totalmente improdutiva. Hoje semeia-se nessa campina milho, arroz, feijões, trigo, batata, melão e tomate.
Quando do primeiro recenseamento efectuado a nível nacional, no ano de 1864, foi contabilizada uma população de 411 habitantes para 108 fogos habitacionais. No inicio do séc. XX, havia 662 habitantes para 163 fogos. Já em 1970, o respectivo censo indicava um total de 785 habitantes.
Do património cultural edificado da freguesia, destaca-se a Igreja Matriz dedicada a Nossa Senhora da Ribeira, as capelas de São Pedro e de Vale Marinhas e a fonte de Nossa Senhora da Ribeira. A Igreja Matriz apresenta uma inscrição datada de 1727, que poderá ter sido da sua construção, como, de uma eventual reparação. É um templo cujo aspecto exterior denota uma certa expressão arquitectónica e artística mostrando no seu interior uns belos azulejos azuis, de grande antiguidade.
No primeiro domingo de Agosto realizam-se aqui as tradicionais festas à Nossa Senhora da Ribeira.

## População
| População da freguesia de Outeiro da Cortiçada | População da freguesia de Outeiro da Cortiçada | População da freguesia de Outeiro da Cortiçada | População da freguesia de Outeiro da Cortiçada | População da freguesia de Outeiro da Cortiçada | População da freguesia de Outeiro da Cortiçada | População da freguesia de Outeiro da Cortiçada | População da freguesia de Outeiro da Cortiçada | População da freguesia de Outeiro da Cortiçada | População da freguesia de Outeiro da Cortiçada | População da freguesia de Outeiro da Cortiçada | População da freguesia de Outeiro da Cortiçada | População da freguesia de Outeiro da Cortiçada | População da freguesia de Outeiro da Cortiçada | População da freguesia de Outeiro da Cortiçada |
| ---------------------------------------------- | ---------------------------------------------- | ---------------------------------------------- | ---------------------------------------------- | ---------------------------------------------- | ---------------------------------------------- | ---------------------------------------------- | ---------------------------------------------- | ---------------------------------------------- | ---------------------------------------------- | ---------------------------------------------- | ---------------------------------------------- | ---------------------------------------------- | ---------------------------------------------- | ---------------------------------------------- |
| 1864                                           | 1878                                           | 1890                                           | 1900                                           | 1911                                           | 1920                                           | 1930                                           | 1940                                           | 1950                                           | 1960                                           | 1970                                           | 1981                                           | 1991                                           | 2001                                           | 2011                                           |
| 411                                            | 478                                            | 544                                            | 646                                            | 696                                            | 723                                            | 824                                            | 959                                            | 1 060                                          | 1 046                                          | 835                                            | 796                                            | 715                                            | 829                                            | 674                                            |

| Distribuição da População por Grupos Etários | Distribuição da População por Grupos Etários | Distribuição da População por Grupos Etários | Distribuição da População por Grupos Etários | Distribuição da População por Grupos Etários | Distribuição da População por Grupos Etários | Distribuição da População por Grupos Etários | Distribuição da População por Grupos Etários | Distribuição da População por Grupos Etários | Distribuição da População por Grupos Etários |
| -------------------------------------------- | -------------------------------------------- | -------------------------------------------- | -------------------------------------------- | -------------------------------------------- | -------------------------------------------- | -------------------------------------------- | -------------------------------------------- | -------------------------------------------- | -------------------------------------------- |
| Ano                                          | 0-14 Anos                                    | 15-24 Anos                                   | 25-64 Anos                                   | > 65 Anos                                    |                                              | 0-14 Anos                                    | 15-24 Anos                                   | 25-64 Anos                                   | > 65 Anos                                    |
| 2001                                         | 106                                          | 99                                           | 430                                          | 194                                          |                                              | 12,8%                                        | 11,9%                                        | 51,9%                                        | 23,4%                                        |
| 2011                                         | 99                                           | 61                                           | 332                                          | 182                                          |                                              | 14,7%                                        | 9,1%                                         | 49,3%                                        | 27,0%                                        |

Média do País no censo de 2001:  0/14 Anos-16,0%; 15/24 Anos-14,3%; 25/64 Anos-53,4%; 65 e mais Anos-16,4%
Média do País no censo de 2011:   0/14 Anos-14,9%; 15/24 Anos-10,9%; 25/64 Anos-55,2%; 65 e mais Anos-19,0%

## Actividades económicas
Agro-pecuária, agricultura, exploração florestal, indústria, comércio e lagares de azeite.

## Festas e romarias
Nossa Senhora da Ribeira (1.º domingo de agosto)

## Patrimonio cultural e edificado
- Igreja matriz
- Capela de São Pedro
- Capela do Vale de Marinhas
- Fonte de Nossa Senhora da Ribeira

## Outros locais de interesse turístico
- Quinta da Cortiçada
- Miradouro do Cabeço do Mendes

## Gastronomia
Magusto, Tiborna e cozido à portuguesa

## Artesanato
Cestaria em vime

## Colectividades
- Centro de Convívio e Recreio do Outeiro da Cortiçada
- Centro Cultural e Recreativo e Desportivo de Correias
- AJOC - Associação de Jovens do Outeiro da Cortiçada
- Associação Cultural Recreativa e Desportiva de Vale Marinhas

## Principais Lugares
Principais lugares da Freguesia de Outeiro da Cortiçada:
- Correias
- Cortiçada
- Outeiro da Cortiçada
- Casais do Alto
- Porto da Vala
- Vale Marinhas
- Casal do Raposo

## Comércio
- Napité
- Café Suzibel
- Café Miradouro
- Centro de Dia do Outeiro da Cortiçada